# نیکولاس بائرت
نیکولاس بائرت (انگلیسی: Nicolas Baert؛ زادهٔ ۸ اوت ۲۰۰۱) راننده خودروی مسابقه‌ای اهل بلژیک است.